# Carex lingii
Carex lingii là một loài thực vật có hoa trong họ Cói. Loài này được F.T.Wang & Tang mô tả khoa học đầu tiên năm 1949.